# Морський університет у Гдині
Морський університет у Гдині (пол. Uniwersytet Morski w Gdyni) — технічний заклад вищої освіти у польській Гдині, заснований у 1920 році.

## Історія
Заснований 17 червня 1920 року як Морська школа у Тчеві. У 1930 році школа переведена до Гдині та перейменована на Державну морську школу. 3 грудня 1930 року школі присвоєно Золотий хрест заслуги «за службу в галузі розвитку торгового флоту» [3] . У 1938 році створено факультет транспорту та морської адміністрації.
У роки Другої світової війни школа діяла в англійському Саутгемптоні. По завершенні війни повернулася до Гдині. 
У 1949 році відділ навігації переведений до Щецина, де було створено морську академію. У 1951 році Державна морська школа в Гдині була перетворена в 5-річний Морський механічний технікум, який у 1954 році перейменований на Морську школу. У 1958 році школа  перейменована на Державну морську школу та перетворена в середню технічну школу з трьома факультетами: навігаційним, механічним і електротехнічним.
У 1967—1968 роках Державна морська школа рибного господарства в Гдині була включена до Державної морської школи.
Морська школа здійснювала підготовку фахівців з урахуванням мобільності торгового флоту. Паралельно з цивільною фаховою підготовкою здійснювалася морська військова підготовка курсантів, яким надавали військові звання ВМС Польщі. Навчання здійснювалося на чотирьох факультетах: навігаційному, механічному, електротехнічному та адміністративному (спеціальність суднобудівних органів), при цьому електротехнічний факультет навчав студентів у двох суттєво різних галузях: морській електротехніці (спеціальність кафедри корабельної техніки) та морському радіозв'язку (бортовий відділ). З 1977 року випускники денної форми навчання отримували диплом магістра. Випускникам адміністративного факультету надавали ступінь магістра, а іншим випускникам — магістра інженерії. Впродовж перших трьох років студенти одночасно проходили базову військову службу, у формі навчання, яка значно відрізнялася від військової підготовки студентів наземних університетів, також із польовими навчальними програмами, частина з них у навчальних районах ВМС.
У 2001 році школа реорганізована в Морську академію в Гдині.
До 2009 року студенти мали обов'язкову, 4-семестрову (раніше 6 семестрів) військову підготовку. Склавши військову присягу, отримували нижчі військові звання, як правило, матрос, старший матрос. Під час навчання мали звання кадета. Військову підготовку завершував офіцерський іспит, підтверджений рекомендацією. Наразі військова підготовка вилучена з навчальної програми.
Згідно з Постановою Міністра морського господарства і внутрішнього судноплавства від 2 липня 2018 року Морська академія у Гдині станом на 1 вересня 2018 року реорганізована на Морський університет у Гдині.

## Факультети
Університет здійснює фахову підготовку за дев'ятьма напрямами на чотирьох факультетах [8].
- Факультет підприємництва та товарознавства
  - Інноваційне господарство
  - Товарознавство
- Факультет машинобудування
  - Механіка та машинобудування
- Електротехнічний факультет
  - Електроніка та телекомунікацій
  - Електротехніка
  - Інформатика
  - Космічні та супутникові технології
- Факультет навігації
  - Навігація
- Транспорт.

## Навчальні судна

### Діючі
- SV Dar Młodzieży, з 4 липня 1982 року
- MS Horyzont II, з 27 червня 2000 року

### Колишні
- MS Antoni Garnuszewski — навчально-вантажний
- STS Dar Pomorza — навчальний фрегат
- MV Horyzont — навчальний, у 1964–1999 роках
- MV Zenit — навчальний, у 1964–1999 роках
- SS Jan Turlejski — навчальний, до 1968 року
- STS Lwów — навчальний вітрильник.